# 瓦滕維爾
瓦滕維爾是瑞士的城鎮，位於該國中西部，由伯恩州負責管轄，面積14.54平方公里，一半土地是森林，海拔高度603米，2011年人口2,708，人口密度每平方公里186人。